# اس‌اس آمریکا (۱۸۹۸)
اس‌اس آمریکا (۱۸۹۸) (به انگلیسی: SS America (1898)) یک کشتی است که طول آن 183 feet می‌باشد. این کشتی در سال ۱۸۹۸ ساخته شد.